# Kenji Miyamoto
Cet article concerne l'homme politique. Pour l'article sur le patineur, voir Kenji Miyamoto (patinage artistique).
Kenji Miyamoto (宮本 顕治, Miyamoto Kenji) (17 octobre 1908 - 18 juillet 2007) est un homme politique japonais qui fut le secrétaire-général du Parti communiste japonais de 1958 à 1977.

## Biographie
Kenji Miyamoto est né à Shimata-mura dans la préfecture de Yamaguchi en 1908. Il est diplômé d'économie de l'université impériale de Tokyo en mars 1931.
Il rejoint officiellement le Parti communiste japonais deux mois après l'obtention de son diplôme. Il est arrêté par la police militaire en 1933 et accusé d'avoir battu à mort un policier durant une action violente des communistes japonais, ce qu'il nie. Il est condamné à perpétuité pour conspiration. Il est relâché 12 ans plus tard après la capitulation du Japon en 1945. Sa condamnation ayant été annulée par décret impérial de l'empereur Hirohito.
Miyamoto revient en politique peu après sa libération et rejoint de nouveau le Parti communiste japonais. Il mène la campagne aux élections législatives japonaises de 1949 qui voit le Parti communiste gagner 35 sièges. Il perd cependant le soutien populaire en 1950 juste avant le début de la guerre de Corée. Le général Douglas MacArthur, commandant des forces d'occupation américaines, banni Miyamoto et 23 autres députés communistes de l'administration publique.
Miyamoto devient chef du Parti communiste en 1958. La même année, il renonce publiquement à ses précédents appels pour une violente révolution communiste au Japon. De plus, lui et le Parti sont maintenant entrés dans une période pacifiste qui Miyamoto appelle le « communisme souriant ». Le Parti sous son autorité s’attelle aux questions du logement, de l'inflation, et de l'éducation. Miyamoto supervise le retrait de la phrase « dictature prolétarienne » de la convention du Parti de 1976 et la remplace par une déclaration soutenant la démocratie et la liberté. Le Parti continue aujourd'hui dans cette politique.
Le Parti communiste japonais rebondit dans les urnes sous Miyamoto sans ses chefs bannis en 1950 et malgré son opposition à l'existence de la famille impériale japonaise qui rend le parti impopulaire chez de nombreux Japonais. Il atteint son apogée électorale en 1979 en gagnant 8 % des sièges à la chambre basse de la Diète du Japon.
Miyamoto est reconnu pour sa vision indépendante. Il voyage en Chine en 1966 et juge « anormale » la révolution culturelle. Il se distingue par sa franche condamnation de l'invasion soviétique de la Tchécoslovaquie de 1968. Miyamoto s'oppose également à la forte alliance entre le Japon et les États-Unis. Après la chute des régimes communistes en Europe, Miyamoto déclare qu'il s'agit de la défaite du stalinisme et des gouvernements pro-soviétiques, mais pas du socialisme.
Miyamoto n'est plus chef du Parti en 1977. Il succède à Tetsuzo Fuwa comme président du præsidium en 1982. Il reste en activité au sein du parti et continue à occuper le siège de président jusqu’à sa retraite officielle en septembre 1997. Il tient une position d'honneur de 1997 jusqu'à sa mort en 2007 à 98 ans.